# Степашкін Станіслав Іванович
Станіслав Іванович Степашкін (1 вересня 1940, Москва — 4 вересня 2013) — радянський боксер, заслужений майстер спорту, олімпійський чемпіон.
Закінчив ГЦОЛІФК 1967 року за спеціальністю викладач. Виступав за «Трудові резерви», з 1963 ЦСКА (Москва). 1964 року виграв золоту медаль на Олімпійських іграх у Токіо (у напівлегкій вазі). Дворазовий чемпіон Європи (1963, 1965), триразовий чемпіон СРСР (1963, 1964, 1965). Провів 204 бої, здобув 193 перемоги, у тому числі 60 достроково.

## Аматорська кар'єра
На чемпіонаті Європи 1963 переміг Івана Трайкова (Болгарія), Лайоша Бараньї (Угорщина), Єжи Адамського (Польща), Джованні Джирдженті (Італія) і отримав золоту медаль.
На Олімпійських іграх 1964 став чемпіоном.
- В 1/16 фіналу переміг Хосе Ньєвеса (Венесуела)
- В 1/8 фіналу переміг Хсу Хунг Чен (Китай)
- В 1/4 фіналу переміг Константина Круду (Румунія)
- В 1/2 фіналу переміг Гайнца Шульца (Об'єднана німецька команда)
- У фіналі переміг Ентоні Вільянуева (Філіппіни) — 3-2

На чемпіонаті Європи 1965 переміг Якова Бенцуна (Югославія), Вацлава Вожика (Чехословаччина), Кена Б'юкенена (Шотландія), Брунона Бендіга (Польща) і отримав другу золоту медаль чемпіона Європи.